# Messier 98
Messier 98, còn gọi là M98 hoặc NGC 4192, là một thiên hà xoắn ốc trung gian nằm cách chừng khoảng 44,4 triệu năm ánh sáng  trong chòm sao Hậu Phát, khoảng 6 ° về phía đông của ngôi sao sáng Denebola. Nó được nhà thiên văn học người Pháp Pierre Méchain phát hiện ngày 15 tháng 3 năm 1781, cùng với các M99 và M100 gần đó, và được nhà thiên văn học người Pháp Charles Messier lập danh mục vào ngày 13 tháng 4 năm 1781 trong Catalogue des Nébuleuses & des amas d'Étoiles. Messier 98 có một sự thay đổi màu xanh và đang tiếp cận chúng ta với tốc độ khoảng 140 km/s.
Sự phân loại hình thái của thiên hà này là SAB (s) ab, cho thấy nó là một thiên hà xoắn ốc thể hiện những đặc tính hỗn hợp và không bị chặn với các vòng tay trung bình đến chặt và không có vòng. Nó rất nghiêng về hướng nhìn ở góc 74 °  và có vận tốc quay tối đa là 236 km/s. Khối lượng kết hợp của các ngôi sao trong thiên hà này ước tính khoảng 76 tỷ (7.6x1010) lần khối lượng Mặt trời. Nó chứa khoảng 4,3 tỷ khối lượng mặt trời của hydrogen trung tính và 85 triệu khối lượng mặt trời trong bụi. Hạt nhân đang hoạt động, hiển thị các đặc tính của đối tượng loại chuyển tiếp. Đó là, nó cho thấy các thuộc tính của một thiên hà loại LINER trộn lẫn với một vùng H II quanh hạt nhân.
NGC 4192 là một thành viên của Clare Virgo, một cụm sao thiên hà lớn, tương đối gần đó. Khoảng 750 triệu năm trước, NGC 4192 có thể đã tương tác với thiên hà xoắn ốc lớn NGC 4254. Hai chiếc này giờ cách nhau khoảng 1.300.000 ly (400,000 máy).